# Maria Theresia van Savoye
Maria Theresia van Savoye (Turijn, 31 januari 1756 — Graz, 2 juni 1805) was een prinses van Sardinië en Piëmont. Zij was de echtgenote van Karel, graaf van Artois, jongste kleinzoon van koning Lodewijk XV van Frankrijk. Karel zou in de toekomst bekend worden als koning Karel X van Frankrijk.

## Biografie
Maria Theresia werd geboren op het Koninklijk Paleis van Turijn als het vijfde kind en de derde dochter van koning Victor Amadeus III van Sardinië, koning van het Koninkrijk Sardinië, en diens echtgenote, prinses Maria Antonia van Spanje. Maria Theresia's grootouders aan vaderskant waren koning Karel Emanuel III van Sardinië en diens echtgenote, Polyxena van Hessen-Rheinfels-Rotenburg. Polyxena was een dochter van Ernst Leopold die landgraaf van Hessen-Rotenburg was. Haar grootouders aan moederskant waren koning Filips V van Spanje en diens tweede echtgenote, koningin Elisabetta Farnese.
Maria Theresia trouwde op 16 november 1773 met Karel, graaf van Artois. Maria Theresia's zuster, Marie Josephine, was ongeveer twee en een half jaar eerder getrouwd met Karels oudere broer, Lodewijk, graaf van Provence, de latere koning Lodewijk XVIII. Karel had eerst het idee gehad om te trouwen met de prinses van Condé, en had een zeer hechte band met zijn schoonzuster, Marie Antoinette van Oostenrijk. Het huwelijk tussen Maria Theresia en Karel was niet echt gelukkig. Beide echtelieden hadden weinig interesse in elkaar. Dit kwam ook doordat Maria Theresia een van de minst populaire mensen aan het Franse Hof was.
Maria Theresia en Karel kregen vier kinderen, de laatste uit de hoofdlijn van de Bourbon-familie:
1. Lodewijk Anton d'Artois (Louis Antoine) (6 augustus 1775 - 3 juni 1844), was hertog van Angoulême en werd op 2 augustus 1830 zeer korte tijd koning van Frankrijk als Lodewijk XIX. Was getrouwd met zijn nicht prinses Marie Thérèse Charlotte van Frankrijk.
2. Sophie d'Artois (1776 - 1783).
3. Karel Ferdinand d'Artois (Charles Ferdinand) (24 januari 1778 - 14 februari 1820), was hertog van Berry en werd in 1820 vermoord. Trad in het huwelijk met prinses Maria Carolina van Bourbon-Sicilië.
4. Mademoiselle d'Angoulême, vaak ten onrechte Marie-Thérèse-Louise d'Artois genoemd (6 januari 1783 – 22 juni 1783), ongedoopt.

Toen de Franse Revolutie begon, vluchtte Maria Theresia in 1789 samen met haar man Frankrijk uit. Ze stierf in ballingschap te Graz in 1805. Omdat ze stierf voordat haar man koning werd, wordt ze niet beschouwd als koningin en werd ze begraven als gravin van Artois in het Keizerlijk Mausoleum dicht bij de kathedraal van Graz.